# Baltzar von Platen (Staatsmann)

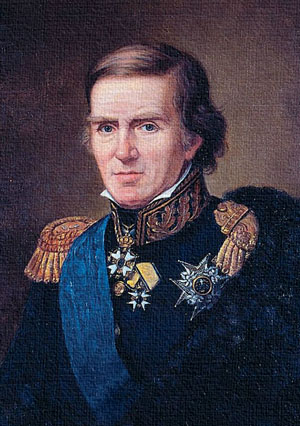
Baltzar von Platen

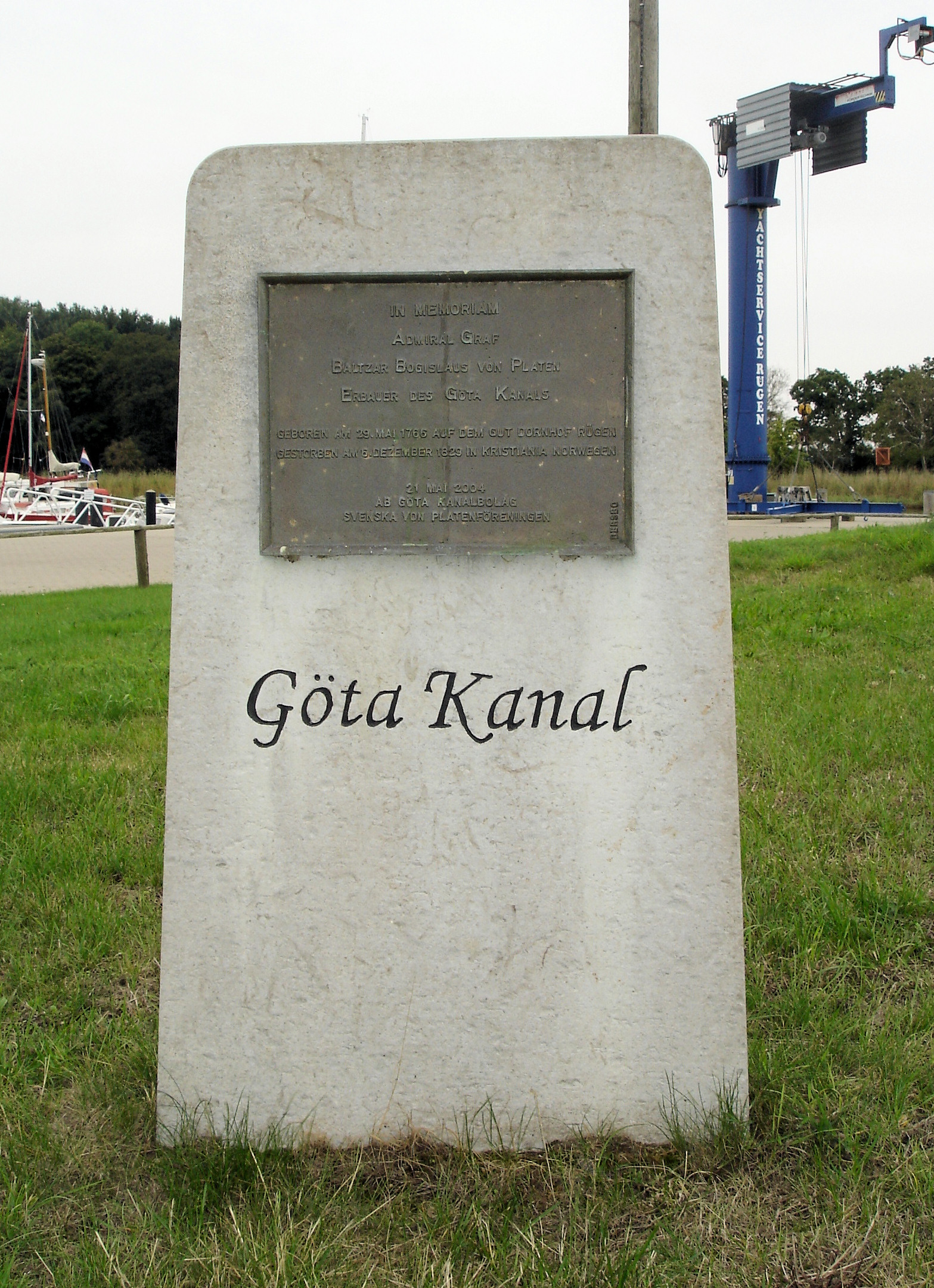
Gedenkstein in Schaprode

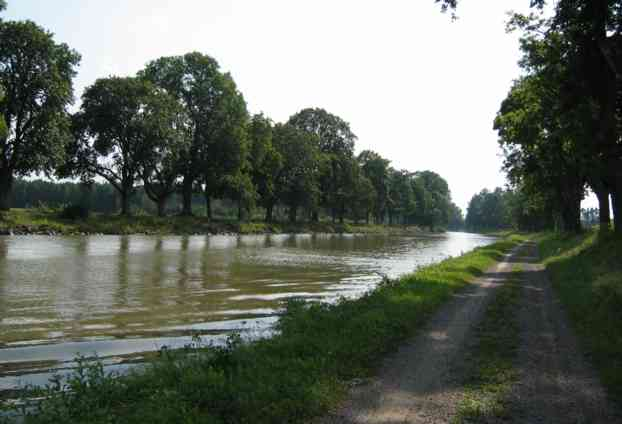
Der Göta-Kanal

Graf Baltzar von Platen, auch Balzer Bogislaw von Platen (* 29. Mai 1766 in Dornhof bei Schaprode, Schwedisch-Pommern; † 6. Dezember 1829 in Christiania, Norwegen), war ein schwedischer Offizier und Staatsmann aus dem Geschlecht der Grafen von Platen.

## Ausbildung und Militär
Baltzar von Platen wurde als Sohn des späteren Generalgouverneurs von Schwedisch-Pommern, Philip Julius Bernhard von Platen, und dessen Frau Regina Juliana von Usedom auf Rügen geboren. Der Vater sah für seinen Sohn eine Laufbahn als Seeoffizier vor und so wurde Baltzar von Platen bereits 1779 auf die Kadettenschule in Karlskrona geschickt. 1780 fuhr er als Fähnrich auf der Handelsbrigg Thetis, auf der er bald zum Steuermann aufstieg. Er war dann im Auftrag des schwedischen Staates in verschiedenen Missionen unterwegs, unter anderem in Westindien. 1784 war er Flottenoffizier auf dem Linienschiff Prinz Gustav. Dieses Schiff wurde 1788 vor der Insel Hogland in der Ostsee von russischen Kanonenbooten versenkt. Platen war einer der wenigen Überlebenden und geriet in russische Gefangenschaft. Er wurde nach Nowgorod gebracht, wo er bis zum Ende des Russisch-Schwedischen Krieges mit dem Frieden von Värälä 1790 bleiben musste. Er wurde nach seiner Rückkehr rückwirkend zum Kapitän befördert.

## Politische Karriere
1792 erfolgte die Beförderung zum Oberstleutnant und die Ernennung zum Ritter des Schwertordens. 1800 verließ er die Marine und wandte sich der Politik zu. Er wurde Mitglied des Staatsrates in Stockholm, 1814 Generalgouverneur von Holstein, Schleswig und Jütland. Ab 1827 war er Reichsstatthalter von Norwegen. Er war ein geachteter Politiker und hatte durch seine Nähe zum Königshaus die Möglichkeit, seine Ämter zeitweise ruhen zu lassen. In dieser Zeit widmete er sich einer seiner Leidenschaften, dem Kanalbau. So wurde er 1798 in die Direktion zum Bau des Trollhätte-Kanals gewählt. Dort, in der Nähe des Vänersees, kaufte Platen das Landgut Frugarden und heiratete 1800 Hedwig Elisabeth Ekmann, Tochter eines Göteborger Kaufmanns. Aus der Ehe gingen drei Kinder hervor. Ein Sohn, Baltzar von Platen, war von 1871 bis 1872 Außenminister Schwedens.

## Vorbereitungen zum Kanalbau

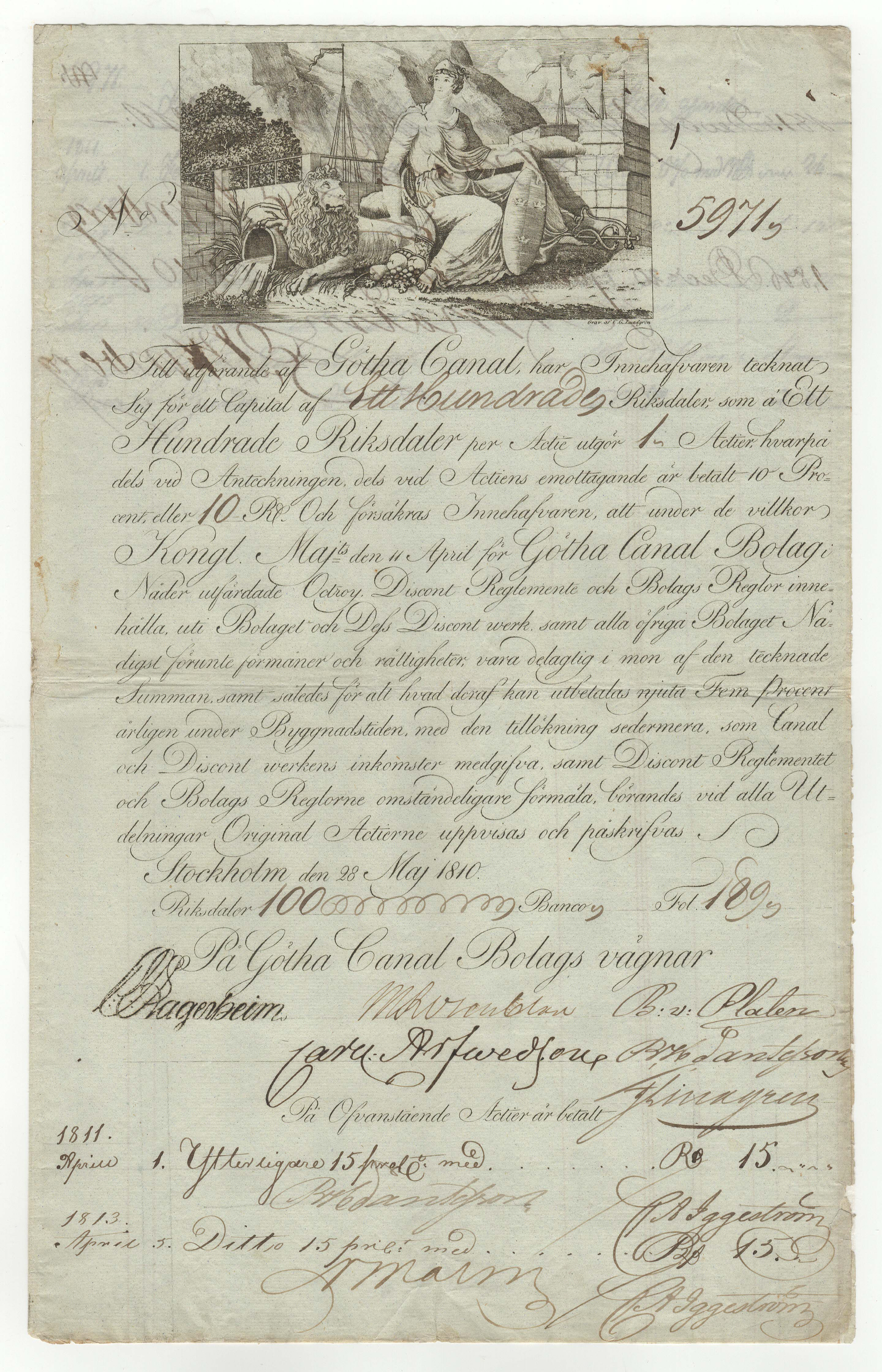
Aktie der Götha-Kanal Bolag vom 28. Mai 1810 mit Unterschrift von Baltzar von Platen

Platens ehrgeiziges Ziel war es, den Trollhätte-Kanal quer durch Schweden auszubauen. Um sich weiteres Wissen zum Kanalbau anzueignen, bereiste er Preußen, Frankreich und England. In England traf er den Baumeister Thomas Telford und konnte diesen für sein Projekt begeistern. 1806 legte Platen eine Abhandlung über Kanäle durch Schweden mit besonderem Bezug auf die Verbindung von Vänern bis zur Ostsee vor, um Geldgeber für den Kanalbau zu gewinnen. Ein besonderes Gewicht hatte darin auch die strategische Bedeutung einer direkten Kanalverbindung von Göteborg nach Stockholm für die Flotte und die enorme Zeit- und Kostenersparnis gegenüber einer Seeverbindung von über 800 Kilometern. In kluger Voraussicht gründete Platen eine Aktiengesellschaft.
König Gustav IV. Adolf beauftragte ihn schließlich 1808, einen Entwurf anzufertigen. Nach der Absetzung des Königs im März 1809 musste Platen unter Karl XIII., der bis 1818 regierte, und dessen Nachfolger Karl XIV. Johann (General Bernadotte) sein Vorhaben weiterführen. Beide Regenten waren dem Vorhaben gegenüber positiv gesinnt, den entscheidenden Reichstag aber schreckten die erwarteten hohen Kosten. Hier hielt 1809 Baltzer von Platen eine wortgewaltige Rede und wies auf den wirtschaftlichen und militärischen Nutzen hin. Er konnte die Abgeordneten schließlich für eine Bauentscheidung des Göta-Kanals, wie er jetzt genannt wurde, überzeugen.

## Bau des Göta-Kanals
Am 11. April 1810 erhielt er vom König die Genehmigung zum Bau des Kanals mit der Zusicherung der Unterstützung durch das Militär. Im Mai 1810 erfolgte bei Motala der Baubeginn. Mit großem Engagement ging Platen diese Aufgabe an, nutzte dabei auch moderne Technik wie Dampfbagger, die er in England kennengelernt hatte. Diese wurden in Motala gefertigt. Damit gründete er auch die erste Maschinenfabrik Schwedens. 1813 war die erste von 65 Schleusen vollendet, 1822 erfolgte die Eröffnung des Westgötakanals durch König Karl IV. Johann. Baltzer von Platen starb während der Arbeiten am 6. Dezember 1829 und erlebte die Eröffnung des Ostgötakanals am 26. September 1832 nicht mehr. Sein Grab befindet sich in Motala mit Blick auf den Kanal.
Im Oktober 1834 befuhr mit dem Dampfschiff Admiral von Platen das erste Linienschiff die Strecke von Stockholm nach Göteborg.

## Ehrung
Am 21. Mai 2004 wurde in Schaprode auf der Insel Rügen ein Gedenkstein für Baltzar von Platen eingeweiht.